# تلك الأيام (رواية)
تلك الأيام رواية من تأليف الأديب المصري فتحي غانم صدرت للمرة الأولى في عام 1963، واقتُبس عنها في عام 2010 فيلم سينمائيّ بنفس الاسم أخرجه أحمد غانم وقام ببطولته محمود حميدة وأحمد الفيشاوي.

## عن الرواية
تدور أحداث رواية تلك الأيام حول "سالم عبيد" أستاذ التاريخ الذي يحاول دراسة ظاهرة الإرهاب في مصر ويُقارنها بظاهرة الإرهاب في مناطق أخرى فيستعين بالشاب "عمر النجار" كنموذج لأحد الإرهابيين المُفرج عنهم ليدرس من خلاله نفسية الإرهابي وثقافته وتكوينه الاجتماعي، ثم يشرع في إقحامه في حياة "زينب" زوجته التي يعلم أنها تخونه بسبب عجزه الجنسي، فيستثير "سالم" روح المُقاتل القديم في نفس "عمر" ويهيء جوًا قابل للانفجار في أي لحظة. تجيء أحداث الرواية كاشفة لمظاهر وعوارض تسلط المجتمع وقمع الفكر وتأثيرها على أفراد هذا المجتمع حيث يتماهى "سالم عبيد" ويقبل بخيانة زوجته مثلما تماهى مع تزييف التاريخ واعتاد كتابة أنصاف الحقائق بعدما قمعته يد السلطة حين ألف كتابه عن «السخرة والكرباج» ليتحول إلى منافق يتملق السلطة للحصول على الترقيات ولينال المناصب الرفيعة.

## مقتطفات من الرواية
ما هى إذن قيمتنا التى تتحكم فينا، وتسيطر علينا، وتحدد آفاق تفكيرنا؟ ألا توجد قيم على الإطلاق؟ أهى فوضى أو عجز في عقولنا؟

## روابط خارجية
صفحة الرواية على موقع جود ريدز